# Сръбско княжество
 Тази статия е за средновековната държава.  За държавата от XIX век вижте Княжество Сърбия.  
Сръбското княжество (на сръбски: Српска кнежевина) е държава в Югоизточна Европа, съществувала през VIII-X век.
Възниква в края на VIII век върху населявани от сърбите части от Източната Римска империя, като първият известен владетел е основоположникът на династията на Властимировичите Вишеслав. Между 924 и 927 е анексирано от Българското царство.  Княжеството достига най-голяма сила при Чеслав Клонимирович в средата на X век. През 969 година е анексирано от Източната Римска Империя. През 997 година то е присъединено отново към България, а по-късно към Източната Римска империя.